# Mikołaska
Mikołaska – część wsi Rytro w Polsce, położona w województwie małopolskim, w  powiecie nowosądeckim, w gminie Rytro, na górze Mikołaska (540 m n.p.m.).
W latach 1975–1998 Mikołaska administracyjnie należała do województwa nowosądeckiego.
Rozwój demograficzny tej osady nigdy nie był duży – mieszka tam kilkadziesiąt osób.
Przez Mikołaskę przebiega czerwony, (wyznakowany w 1924 r.) główny beskidzki szlak turystyczny.
Nazwę swą zawdzięcza pewno jakiemuś Mikołajowi z węgierskimi korzeniami, który osiedlił się tutaj gdzieś po 1770 r.
Obecnie można dojechać tam asfaltową drogą, prowadzącą doliną potoku Kordowiec, następnie serpentynami wspinającymi się do osiedla na wierzchołku Mikołaski.

## Zabytki i atrakcje turystyczne
- Kapliczka św. Wawrzyńca — pochodzi ona z II połowy XIX wieku, dokładna data jej budowy została zatarta. Z zachowanego napisu można dowiedzieć się, że była dwukrotnie odnawiana w 1878 i 1970 r. Mogła więc powstać początkiem XIX wieku. A jej fundator mógł pochodzić z podsądeckich Biegonic (parafia pw. św. Wawrzyńca).
- Starodawny kamień — poniżej wzgórza ze stacją transformatorową widać dosyć duży las (zwany przez miejscowych "Symusiackie krzoki", nazwany tak od XIX-wiecznego właściciela Szymona Pawlika). Przy wejściu do lasu leży duży kamień (piaskowiec) z niezręcznie wyrytą cyfrą "8", a pod nią "1914" i znakiem trójzęba oznaczającego niebezpieczeństwo (pułapkę).
- http://www.mapofpoland.pl/Polska,zdjecie,29161,Miko%C5%82aska-tajemniczy-kamie%C5%84.html   -Zdjęcie kamienia.
- Skocznia narciarska — kilkanaście metrów poniżej głazu znajdują się resztki starej skoczni narciarskiej (oddana do użytku w styczniu 1955 r.). Była ona użytkowana w latach sześćdziesiątych, siedemdziesiątych i osiemdziesiątych XX wieku. Obecnie jest zniszczona i zardzewiała.